# Regina Coeli (film)
Regina Coeli è un film del 2000 diretto da Nico D'Alessandria.

## Trama
L'anziana ma ancora piacente Regina conduce una vita solitaria per un grave lutto che l'ha segnata. Soprannominata "Regina Coeli" dai detenuti del carcere di Rebibbia dove pratica volontariato, ha una relazione sentimentale con il giovane Graziano, pastore sardo semianalfabeta, detenuto per un sequestro di persona che nega di aver commesso. Regina riscopre se stessa nell'amore verso Graziano e riesce a fargli ottenere il permesso di lavorare fuori dal carcere, al porto di Fiumicino. Il desiderio di libertà di Graziano, più forte dell'amore verso Regina, lo spingerà a fuggire in Sardegna.

## Accoglienza

### Critica
Particolarmente apprezzata dalla critica è l'interpretazione di Magali Noël, giudicata intensa e toccante. Mereghetti giudica prevedibili e retorici i toni melodrammatici del film.